# Pál István (népzenész)
Pál István „Szalonna” (Visk, 1980. június 7. –)  Liszt Ferenc-díjas magyar népzenész, érdemes kiváló művész. A Magyar Állami Népi Együttes Művészeti vezetője, a Hagyományok Háza főigazgató- helyettese.
Zenei indíttatását zenetanár szüleitől, Jancsó Katalintól és Pál Lajostól kapta. Édesapja a kijevi operaház karnagyaként dolgozott, és éveken át muzsikált lakodalmi zenészként. Nevéhez több kárpátaljai népzenei gyűjtés is kapcsolódik. Édesanyja szolfézstanárként tevékenykedett a „Kodály-módszer“ meghonosításán Kárpátalján.

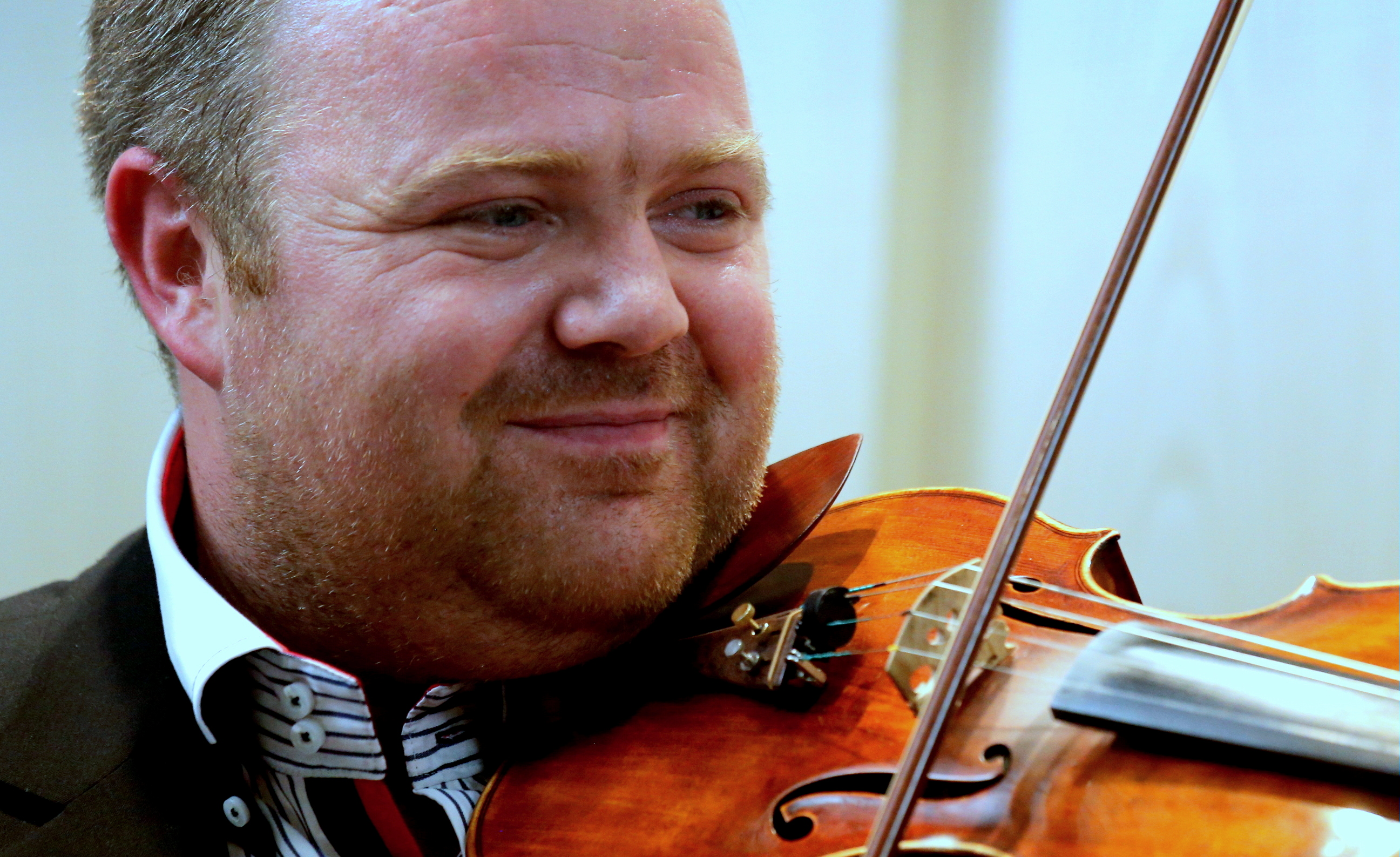
Pál István, 2014

A tiszapéterfalvi zeneiskolában tanulta meg a hegedülés alapjait, majd Murzsa Gyulától a cigányzenész hagyományokat leshette el. Tizennégy évesen került Magyarországra, ahol a Debreceni Református Kollégium diákja lett. Emellett folytatta népzenegyűjtő munkáját. Régi zenész mestereket kutatott fel az egész magyar nyelvterületen.
A tanulás és a gyűjtőmunka mellett nagyon fontosnak tartotta, hogy az a hagyaték, amelyet ezek az idős muzsikusok átadtak, újra életre keljen és a fiatalsághoz visszakerüljön, mind a mai Magyarország, mind a határon túli magyarság körében. Ezért rendszeresen tanít különböző nyári továbbképzéseken, táborokban. Az elmúlt esztendőben meghívást kapott a Nyitrai Egyetem Bölcsész Karára, ahol szlovák és magyar fiataloknak tarthatott előadásokat a felvidéki hagyományos népzenéről. 
Szüleivel 1996 óta minden évben megrendezik a kárpátaljai népzene, néptánc és kézműves tábort, amely szinte az egyetlen olyan alkalom Kárpátalján, ahol a fiatalok saját táncukkal, zenéjükkel ismerkedhetnek.
Tizenkilenc éves korában nyert felvételt a Magyar Állami Népi Együttes zenekarába. Az elmúlt években a világ számos országában mutatták be a magyar kultúra értékeit, szépségét. 2005-ben kinevezést kapott az együttes zenekarvezetői
helyére, ahol azóta is tevékenykedik.
Eközben megalapította saját zenekarát, a Szalonna és Bandáját. A zenekar az ország legnagyobb koncerttermeinek volt vendége az elmúlt években, többek között a Művészetek Palotája Bartók Béla Nemzeti Hangversenyteremnek, a Papp László Sportarénának, a debreceni Főnix Csarnoknak. Két  nagylemezt jelentettek meg, az Örömzenét és a Népzene a Kárpát–medencéből című albumokat. Külföldi koncertjeik szintén nagy sikerrel zajlanak, az egyik legemlékezetesebb koncertünk Angliában volt, ahol a királyi család vendégeiként koncertezhettek, Sebestyén Márta és Vásáry Tamás társaságában. A koncert után személyesen gratulált Károly walesi herceg és Margaret Thatcher volt angol miniszterelnök, aki a következőket mondta: “Csodálatos koncert, melyben érezhető a magyar nép szíve, lelke".
Egyetemi éveit közgazdasági tanulmányokkal kezdte, de néhány esztendő után ráébredt, hogy az élete csak a zene körül foroghat.
2007-ben a Nyíregyházi Főiskola Ének-Zene, Népzene szakán szerzett tanári diplomát. Sikeres felvételi vizsga után 2010-ben lett a Liszt Ferenc Zeneművészeti Egyetem hallgatója, ahol népi vonóstanári szakon 2012-ben vehette át diplomáját.

## Díjak, kitüntetések

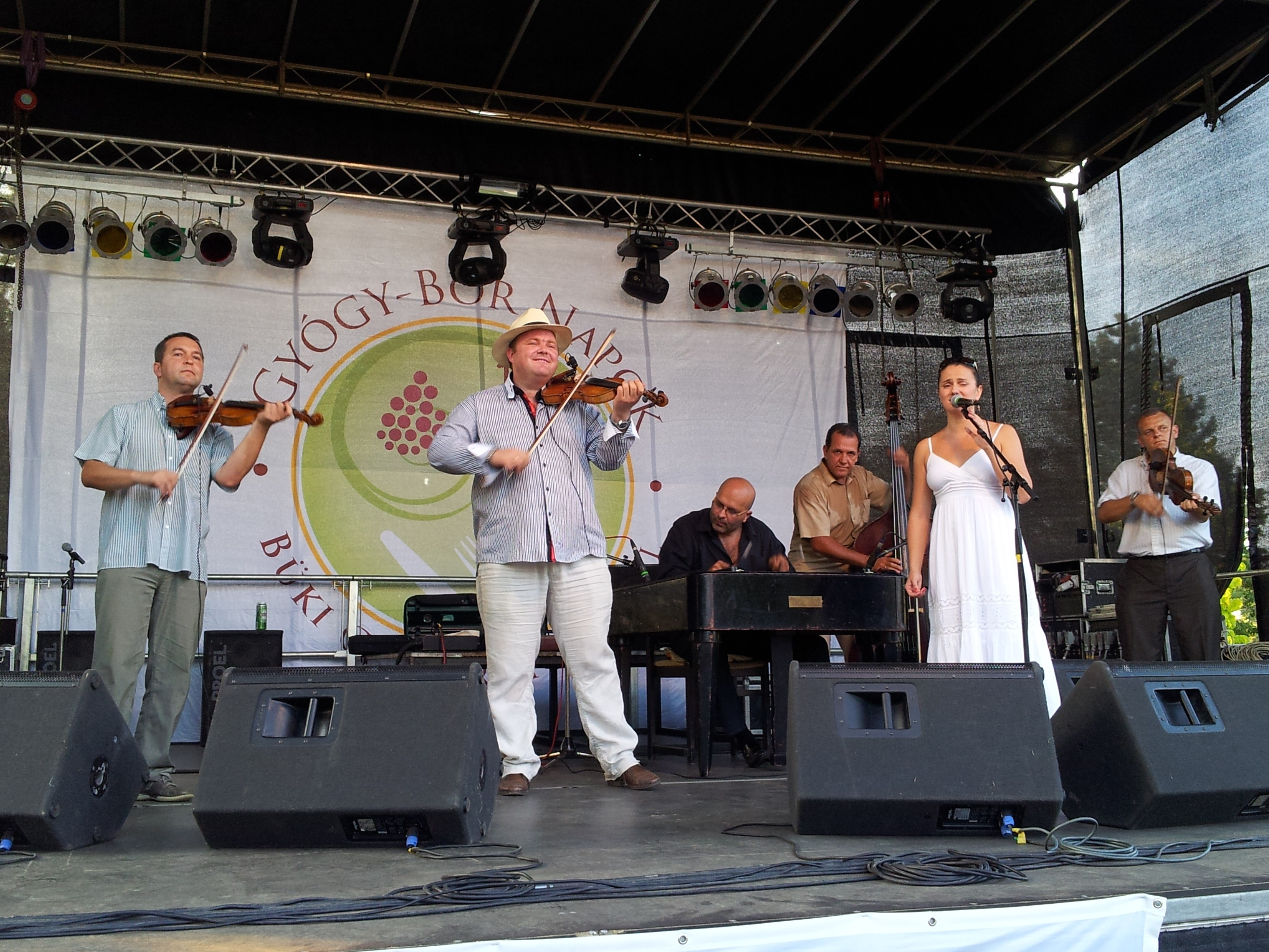
Pál István „Szalonna” és bandája

- Pro Cultura Hungarica díj (Tisza Együttes) (1991)
- Országos „Ki Mit Tud?“  Duna Tv különdíja (1993)
- Népművészet ifjú mestere (1999)
- Európa-díj – A Népművészetért (Hamburg) (2000)
- EMeRTon-díj (2006)
- Artisjus-díj – Az év előadója (2006)
- Prima Primissima Közönségdíj – A Magyar Állami Népi Együttes tagjaként (2007)
- Magyar Köztársasági Ezüst Érdemkereszt (2010)
- Bezerédj-díj (2010)
- Fonogram díj – Az év népzenei albuma (2011)
- Liszt Ferenc-díj (2015)
- Érdemes művész (2019)[1]
- Dankó Rádió előadói díj (2023)
- Kiváló művész (2024)[2]